# Günther Fuchs (Fußballspieler, 1940)
Günther Fuchs (* 26. September 1940) ist ein ehemaliger deutscher Fußballspieler. Er spielte in der Regel als Torwart, bestritt aber sein einziges Spiel in der DDR-Oberliga, der höchsten Spielklasse im DDR-Fußball, 1965 für die BSG Motor Steinach als Feldspieler.

## Sportliche Laufbahn
Der frühere Torwart der Betriebssportgemeinschaft (BSG) Aufbau in Mengersgereuth-Hämmern hütete in der Fußballsaison 1961/62 das Tor der BSG Motor Steinach und stieg mit ihr aus der drittklassigen II. DDR-Liga in die I. DDR-Liga auf. Dort hatte sich Fuchs 1962/63 mit drei weiteren Torhütern auseinanderzusetzen und wurde nur in einem Ligaspiel eingesetzt. Motor Steinach gelang überraschend der Durchmarsch bis zum Aufstieg in die DDR-Oberliga, Günther Fuchs gehörte aber für die Oberligasaison 1963/64 nicht zum Kader der 1. Mannschaft. In der Spielzeit 1964/65 wurde Bernd Florschütz zur Nummer eins im Steinacher Tor bestimmt und bestritt auch alle 26 Oberligaspiele. Als in der Rückrunde der etatmäßig Stürmer Emil Kühn für mehrere Spieltage ausfiel, setzte Trainer Heinz Leib mangels anderer Alternativen am 23. Spieltag in der Begegnung Motor Steinach – Wismut Aue (1:2) seinen Ersatztorhüter Günther Fuchs als Linksaußenstürmer ein. Es blieb Fuchs letzter Einsatz für Motor Steinach, und er tauchte auch später nicht mehr im höheren Ligenbereich auf.